# دار الطفل العربي
مؤسسة دار الطفل العربي مؤسسة فلسطينية تعليمية خيرية، لها عدة أنشطة وفروع، أهمها مدرسة دار الطفل العربي في القدس التي انبثقت عن الجمعية الأم "جمعية التضامن الإجتماعي النسائي" أسست في 25 نيسان 1948م من قبل المرحومة السيدة هند الحسيني، أنشئت المؤسسة لخدمة الأطفال الأيتام والمحتاجين الفلسطينيين من خلال توفير الرعاية والإقامة والغذاء والترفيه لهم. وتم تسجيل المؤسسة في 7 تموز عام 1965 في سجلات العمل لوزارة الشؤون الاجتماعية الأردنية برقم ج 254 كجمعية خيرية باسم مؤسسة دار الطفل العربي. ثم تم تسجيلها كجمعية خيرية لدى السلطة الوطنية الفلسطينية في 2010/1/6.

## التأسيس
بعد حدوث المجزرة الشهيرة مجزرة دير ياسين الواقعة على حدود مدينة القدس عام 1948 على يد العصابات الصهيونية اليهودية، من سرقة، وتخريب، وهدم بيوتها، وقتل معظم المقيمين فيها. إلا أن بعض المسلمين الفلسطينيين هناك كتبت لهم النجاة بعد أن قامت العصابات بإلقاهم خارج قريتهم إلى أماكن قريبة من مدينة القدس، وكان من بين أولئك 55 طفلاً ممن قتِّل أباؤهم وأقرباؤهم. فنجحوا بالوصول إلى البلدة القديمة وهم في ملابس النوم. هائمون على وجوههم، تعبون، يائسون، حفاة إلى أن استقروا في زاوية هناك، مرتكزون على حائط بجانب كنيسة القيامة ومسجد عمر.
فشاهدتهم السيدة هند الحسيني، فقامت باحتوائهم وحمايتهم في غرفتين صغيرتين في سوق صغير داخل البلدة يدعى سوق الحصر.
وبعد أن هدأت الأوضاع قليلا وتزايد عدد الأطفال الأيتام والمحتاجين يوما بعد يوم نتيجة لحرب عام 1948 وما أحدثته من خراب اقتصادي واجتماعي ونفسي قررت افتتاح مؤسسة تعنى برعاية الأطفال الأيتام والمحتاجين الفلسطينيين وحتى العرب رسميا، أطلقت عليها اسم مؤسسة دار الطفل العربي. وكونت مجلسا للأمناء كانت هي رئيسة له، وبمساعدة وخبرات أولئك الأعضاء وبمساندة أصدقائها والخيرين.
وعلى مر السنوات، تطورت وتوسعت خدماتها للمجتمع الفلسطيني في مجالات عدة. ثم توفيت هند الحسيني عام 1994، حيث تولت مهام رئاسة مجلس الأمناء منذ عام 1995 السيدة ماهرة الدجاني.

## التوسعة وأقسام المؤسسة
قام مجلس أمناء المؤسسة والأصدقاء الخيرين من أفراد ومؤسسات بداخل فلسطين المحتلة وخارجها من توسيع المؤسسة لتشمل الأقسام التالية:
- القسم الداخلي، الذي يقوم برعاية اليتيمات والمحتاجات الفلسطينيات
- مدرسة دار الطفل العربي، التي تتكون من الروضة والمدرسة الابتدائية والمدرسة الثانوية
- قسم تعليم السكرتاريا والخياطة
- قسم تعليم الخدمة الاجتماعية (تم نقله إلى جامعة القدس)
- دار إسعاف النشاشيبي للثقافة والفنون والآداب والذي ضم قسم الدبلوم العالي للآثار الإسلامية (تم نقله إلى جامعة القدس)
- كلية هند الحسيني للآداب، (والتي تم نقل إدارتها لجامعة القدس)
- متحف التراث الشعبي الفلسطيني، ليضم آلاف القطع التراثية الفلسطينية من أدوات وملابس.[2]

## هيئة إدارية
تشكلت أول هيئة إدارية للمؤسسة في عام 1949 حيث تكونت من الأعضاء:
- هند الحسيني، مالكة ورئيسة الدار
- أنور بك الخطيب، رئيس بلدية القدس سابقا
- باسمة فارس، مديرة مدرسة المأمونية سابقا

وطرأت العديد من التغييرات على هذه الهيئة حيث تم انسحاب أعضاء وانضمام أعضاء آخرين إلى أن توفيت السيدة هند الحسيني في عام 1994 وتم تشكيل مجلس أمناء جديد في عام 1995 ليتولى إدارة المؤسسة.